# ديفيد أو. كارتر
ديفيد أو. كارتر (بالإنجليزية: David O. Carter) هو محامي وضابط وقاضي أمريكي، ولد في 28 مارس 1944 في بروفيدنس في الولايات المتحدة.